# Dactylobatus
Dactylobatus – rodzaj ryb chrzęstnoszkieletowych z rodziny rajowatych (Rajidae).

## Rozmieszczenie geograficzne
Do rodzaju należą gatunki występujące w wodach zachodniego Oceanu Atlantyckiego.

## Morfologia
Długość ciała do 69 cm.

## Systematyka
Rodzaj zdefiniowała w 1909 roku para amerykańskich ichtiologów Barton A. Bean i Walter Harvey Weed w artykule poświęconym opisowi nowej rai odłowionej z głębokich wód u południowego wybrzeża Oceanu Atlantyckiego w Stanach Zjednoczonych opublikowanym w czasopiśmie Proceedings of the United States National Museum. Gatunkiem typowym jest (oryginalne oznaczenie) D. armatus.

### Etymologia
Dactylobatus: gr. δακτυλος daktulos ‘palec’; βατoς batos lub βατις batis ‘płaska ryba, zwykle stosowana w odniesieniu do płaszczki lub rai’.

### Podział systematyczny
Do rodzaju należą następujące gatunki:
- Dactylobatus armatus Bean & Weed, 1909
- Dactylobatus clarkii (Bigelow & Schroeder, 1958)